# Elton John (album)
Elton John je druhé studiové album anglického hudebníka Eltona Johna. Vydáno bylo v dubnu roku 1970 společnostmi DJM Records (Spojené království) a Uni Records (Spojené státy americké). Jde o jeho první album vydané v USA (jeho debutová deska Empty Sky zde vyšla až roku 1975). Nahráno bylo v lednu 1970 v londýnském studiu Trident Studios a jeho producentem byl Gus Dudgeon. Album bylo neúspěšně nominováno na cenu Grammy. V britské hitparádě (UK Albums Chart) se umístilo na páté příčce, zatímco v americké (Billboard 200) dosáhlo čtvrté.

## Seznam skladeb
Autory všech skladeb jsou Elton John a Bernie Taupin.
1. „Your Song“ – 4:02
2. „I Need You to Turn To“ – 2:35
3. „Take Me to the Pilot“ – 3:47
4. „No Shoe Strings on Louise“ – 3:31
5. „First Episode at Hienton“ – 4:48
6. „Sixty Years On“ – 4:35
7. „Border Song“ – 3:22
8. „The Greatest Discovery“ – 4:12
9. „The Cage“ – 3:28
10. „The King Must Die“ – 5:23

## Obsazení
- Elton John – zpěv, klavír, cembalo
- Frank Clark – baskytara, kytara
- Colin Green – kytara
- Roland Harker – kytara
- Clive Hicks – kytara
- Alan Parker – kytara
- Caleb Quaye – kytara
- Les Hurdle – baskytara
- Dave Richmond – baskytara
- Alan Weighall – baskytara
- Brian Dee – varhany
- Diana Lewis – syntezátor
- Paul Buckmaster – violoncello
- Skaila Kanga – harfa
- David Katz – housle
- Terry Cox – bicí
- Dennis Lopez – perkuse
- Barry Morgan – bicí
- Tex Navarra – perkuse
- Madeline Bell – doprovodné vokály
- Tony Burrows – doprovodné vokály
- Roger Cook – doprovodné vokály
- Lesley Duncan – doprovodné vokály
- Kay Garner – doprovodné vokály
- Tony Hazzard – doprovodné vokály
- Barbara Moore – doprovodné vokály